# Kvarnsjön (Risinge socken, Östergötland)
Kvarnsjön är en sjö i Finspångs kommun i Östergötland och ingår i Motala ströms huvudavrinningsområde.